# Stazione di Scordia
La stazione di Scordia è una stazione della Ferrovia Catania-Caltagirone-Gela a servizio della città di Scordia.

## Storia
La stazione di Scordia venne costruita, con il contributo di un decimo delle spese a carico del consorzio costituito dalla Provincia di Catania e dai comuni interessati dalla tratta ferroviaria fino a Caltagirone, dalla Società per le Strade Ferrate della Sicilia. Il Governo aveva approvato lo stanziamento dei fondi necessari nel mese di ottobre 1881 ma solo a concessione ottenuta dalla Società per le Strade Ferrate della Sicilia avvenne l'avvio dei lavori; il primo tratto da Valsavoja a Scordia venne aperto il 20 novembre 1889 e con esso la stazione; l'intera linea fu inaugurata il 31 ottobre 1892. La stazione fu fin da principio sede di un'importante movimentazione di carri merci per la spedizione di prodotti agricoli e soprattutto di agrumi verso i mercati della città di Catania e verso il suo porto per l'imbarco e per questo, nonostante la linea dalla fine degli anni trenta fosse esercita a Dirigenza unica, fu sempre presenziata da Dirigente Movimento.
La stazione venne costruita al termine del tratto che costeggiava sul lato ovest il Lago di Lentini, in un'area coltivata ad aranceti a perdita d'occhio, ai piedi della dura rampa elicoidale del 30 per mille che portava la ferrovia alla quota dell'altopiano ibleo e a Militello. Data la sua importanza commerciale fu sempre fermata obbligata per tutti i treni con un movimento pendolare di viaggiatori in direzione del capoluogo di provincia. La stazione ha perduta la sua importanza a partire dalla fine degli anni settanta a causa della spietata concorrenza del trasporto su strada con autocarri frigoriferi in grado di conseguire tempi e qualità di consegna migliori rispetto al trasporto ferroviario fortemente penalizzato dai lunghi tempi morti del traghettamento nello Stretto di Messina.

## Strutture e impianti

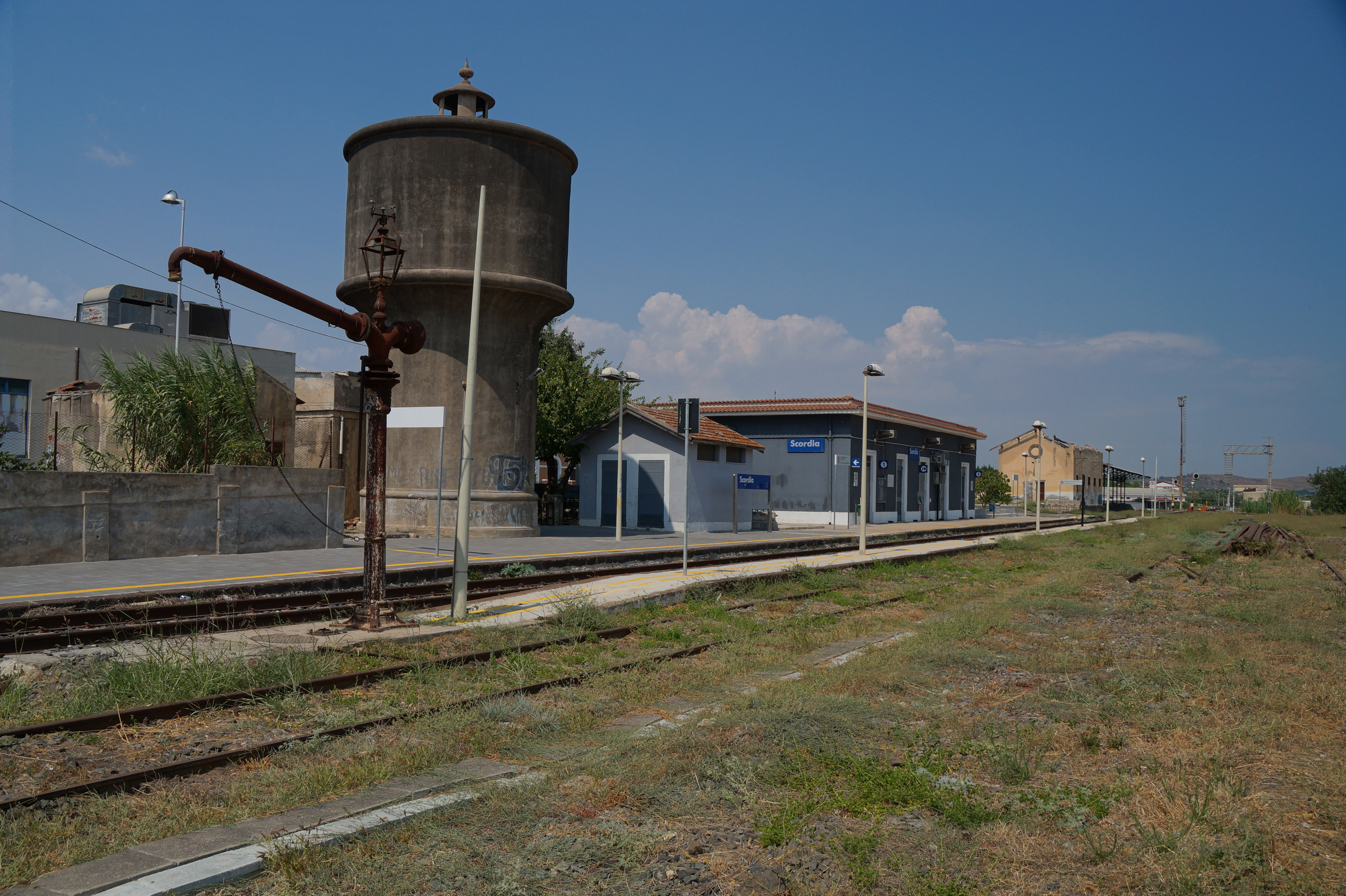
La stazione vista dall'interno, dopo la soppressione del fascio binari merci

La stazione consisteva di un fabbricato di stile ferroviario classico, costituito da un corpo centrale a due livelli a tre luci, a cui facevano seguito due appendici ad un livello con una luce ciascuno, con tetto a tegole, posto ad ovest del fascio binari. Il Terremoto di Santa Lucia del 13 dicembre 1990 che colpì duramente tutto il Val di Noto provocò seri danni al fabbricato che tuttavia resistette in virtù della sua buona qualità costruttiva. Il successivo restauro, previo consolidamento antisismico, ne mutò radicalmente la forma eliminando tutto il piano superiore del fabbricato; l'aspetto attuale è di una comune costruzione con tetto piano.
Il fascio binari comprende il primo binario e il secondo binario provvisti di marciapiedi per servizio viaggiatori oltre ad alcuni binari merci. La stazione data la sua posizione ai piedi della lunga rampa del 30 per mille fino a Mineo venne dotata di rifornitore d'acqua per locomotive a vapore. Nessun binario è munito di pensilina né di sottopassaggio. I vari binari dello scalo merci e di ricovero si trovano sul lato ovest della stazione. Fino ai primi anni ottanta esisteva anche un raccordo verso uno stabilimento privato di lavorazione e carico su carri merci di prodotti agrumari oggi soppresso. Dalla stazione avevano origine treni completi giornalieri nel periodo di campagna agrumaria da novembre a maggio d'ogni anno.
A partire dagli anni ottanta la stazione ha ricevuto un Apparato centrale elettrico a itinerari per il comando degli scambi e degli enti di stazione in seguito alla attivazione del Comando Centralizzato del Traffico.
La stazione, di fermata per servizio viaggiatori, svolge servizio in telecomando ed è impresenziata. Con circolare n.6/2005 di RFI è stato ridimensionato il fascio binari sopprimendo il 3° di circolazione e tutti quelli diramati.